# Jacht Klub AZS Wrocław
Jacht Klub AZS Wrocław powstał w dniu 24 stycznia 1946 roku. W roku 1979 zmienił nazwę na Jacht Klub AZS Wrocław.
Był armatorem 3 jachtów morskich: s/y Panorama, s/y Bagatela, s/y Nereus.

## Historia
Jacht Klub AZS Wrocław po burzliwym rozpadzie, zakończył swoją wieloletnią działalność. Ostatnim Komandorem klubu był Piotr Orwaldi, który przyczynił się do upadku i likwidacji klubu.

## Nagrody
- 2009 - Nagroda Specjalna Polskiego Związku Żeglarskiego za aktywność i pomysłowość w organizowaniu kolejnych przedsięwzięć żeglarskich. Rok 2009 żeglarze wrocławscy zaakcentowali 5-miesięczną, 9 etapową wyprawą s/y „Panorama” na północ. Podczas rejsu jacht dotarł m.in. do Islandii, Grenlandii, Archangielska, Wysp Sołowieckich, poprzez Kanał Białomorski wrócił na Bałtyk, kończąc wyprawę w Szczecinie po przepłynięciu 9286 Mm.[1]